# 傑米·鮑登
傑米·派翠克·鮑登（英語：Jamie Patrick Bowden，2001年7月9日—），是一名退役愛爾蘭足球運動員，司職中場。最後效力於熱刺U21。

## 俱樂部生涯

### 奧爾德姆
2021年8月7日，鮑登從熱刺租借加盟至英格蘭足球乙級聯賽俱樂部奧爾德姆為期一個賽季，他從6歲起就是熱刺的球員，多年來在許多不同級別和比賽中積累了經驗。11月13日，他在對陣埃克塞特城的比賽中踢進一線隊首球。
2022年1月10日，鮑登被熱刺招回，奧爾德姆俱樂部感謝他在俱樂部所做的貢獻，並祝愿他未來一切順利。
由於2022年8月腳踝受傷，他於2025年1月退役。

## 個人生活
鮑登出生於北米德爾塞克斯大學醫院，在托特納姆長大，就讀沃爾瑟姆斯托聖家學校。

## 榮譽

### 俱樂部
熱刺U18
- U18英超聯賽盃亞軍：2017-18賽季[6]

 熱刺
- 國際冠軍盃冠軍：2018年[6]
- 奧迪盃冠軍：2019年[6]
- 歐洲冠軍聯賽亞軍：2018-19賽季[6]

## 外部連結
- Soccerway資料庫：傑米·鮑登